# Ядерна енергетика Алжиру
Щоб Алжир диверсифікував свої джерела енергії, готуючись до пост-нафтової ери, ядерна енергія є єдиним джерелом енергії, яке могло б замінити нафту та газ, оскільки її сировина є в надлишку в країні і її просто потрібно використовувати.
З 1995 року Алжир експлуатує дослідницькі реактори в Драріа та Аїн Уссера. Він підписав угоди про співпрацю в ядерній галузі з Росією в січні 2007 року, зі Сполученими Штатами в червні 2007 року і з Китаєм у березні 2008 року. Алжир також обговорював ядерну співпрацю з Францією.
Протягом багатьох років Алжир інвестував у ядерні технології. Він має два ядерні реактори: ядерний реактор Draria на висотах Алжиру потужністю 3 мегавати (МВт), побудований аргентинцями в 1984 році, і реактор Aïn Oussara, розташований за 250 км на південь від Алжиру, побудований китайцями з потужністю 15 МВт. Ці два реактори регулярно інспектує Міжнародне агентство з атомної енергії (МАГАТЕ), членом якого є Алжир.